# Championnats de France d'athlétisme 1924
Navigation
Championnats 1923 Championnats 1925

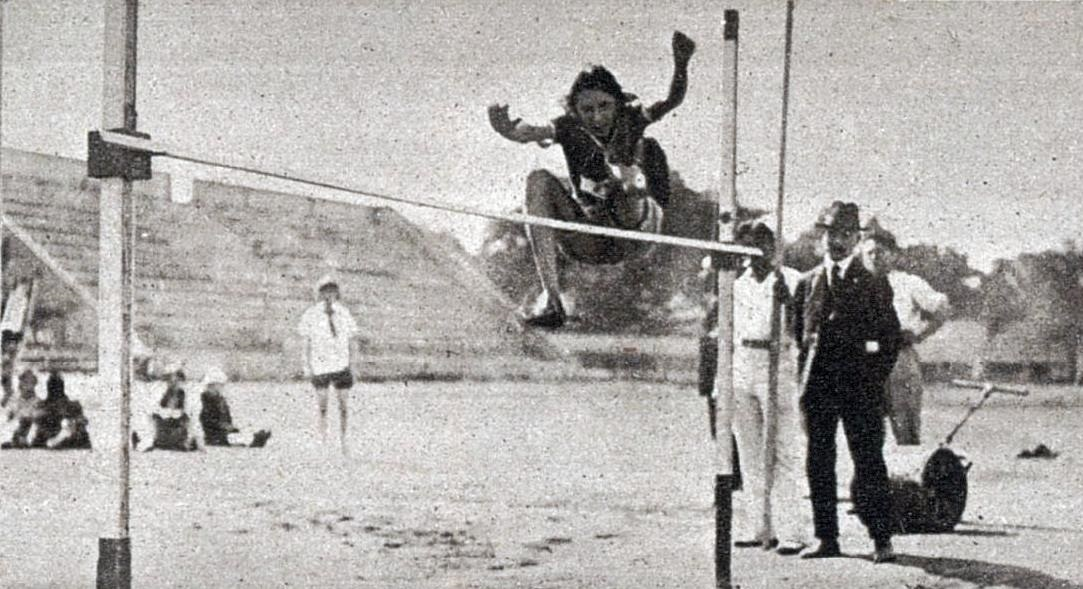
Marguerite Patouillet, championne de France du saut en hauteur 1924 (également du saut en longueur).

Les Championnats de France d'athlétisme 1924 ont eu lieu les 21 et 22 juin 1924 au Stade olympique de Colombes. Les épreuves féminines se sont déroulées le 14 juillet au Stade Pershing de Paris.

## Palmarès

### Femmes
- 14 juillet 1924 à Paris :

| Discipline                 | Athlète               | Athlète      |
| -------------------------- | --------------------- | ------------ |
| 80 m                       | Marguerite Radideau   | 10 s 4       |
| 250 m                      | Andrée Darreau        | 35 s 6       |
| 1 000 m                    | Clémence Mullebrouck  | 3 min 15 s 6 |
| 80 m haies                 | Geneviève Laloz       | 13 s 6       |
| Saut en hauteur sans élan  | Édith Alauze          | 1,13 m       |
| Saut en hauteur            | Marguerite Patouillet | 1,45 m       |
| Saut en longueur sans élan | Henriette Comte       | 2,31 m       |
| Saut en longueur           | Marguerite Patouillet | 4,835 m      |
| Lancer du poids            | Violette Morris       | 18,19 m      |
| Lancer du disque           | Lucie Petit           | 27,70 m      |
| Lancer du javelot          | Yvonne Gancel         | 45,40 m      |

### Hommes
- 21 et 22 juin 1924 à Colombes :

| Discipline        | Athlète           | Athlète           |
| ----------------- | ----------------- | ----------------- |
| 100 m             | André Mourlon     | 10 s 8            |
| 200 m             | André Mourlon     | 21 s 6            |
| 400 m             | Gaston Féry       | 49 s 6            |
| 800 m             | René Wiriath      | 1 min 58 s 6      |
| 1 500 m           | René Wiriath      | 4 min 4 s 6       |
| 3 000 m           | Lucien Duquesne   | 8 min 51 s 4      |
| 5 000 m           | Lucien Dolquès    | 15 min 24 s 0     |
| 10 000 m          | Gaston Heuet      | 32 min 36 s 4     |
| Marathon          | Boughera El Ouafi | 2 h 50 min 52 s 8 |
| 110 m haies       | Gabriel Sempé     | 15 s 6            |
| 400 m haies       | Roger Viel        | 57 s 2            |
| 3 000 m steeple   | Paul Bontemps     | 9 min 44 s 0      |
| 10 000 m marche   | Henri Clermont    | 49 min 58 s 2     |
| Saut en hauteur   | Pierre Lewden     | 1,86 m            |
| Saut à la perche  | Maurice Vautier   | 3,60 m            |
| Saut en longueur  | Louis Wilhelme    | 7,125 m           |
| Triple saut       | André Clayeux     | 13,28 m           |
| Lancer du poids   | Raoul Paoli       | 13,40 m           |
| Lancer du disque  | Paul Béranger     |                   |
| Lancer du marteau | Pierre Zaïdin     | 37,33 m           |